# Okręg La Flèche
Okręg La Flèche (fr. Arrondissement de La Flèche) – okręg w północno-zachodniej Francji. Populacja wynosi 150 tysięcy.

## Podział administracyjny
W skład okręgu wchodzą następujące kantony:
- Château-du-Loir,
- Grand-Lucé,
- La Chartre-sur-le-Loir,
- La Flèche,
- La Suze-sur-Sarthe,
- Lude,
- Loué,
- Malicorne-sur-Sarthe,
- Mayet,
- Pontvallain,
- Sablé-sur-Sarthe.